# Margaret Ruthven Lang
Margaret Ruthven Lang (ur. 27 listopada 1867 w Bostonie, zm. 29 maja 1972 tamże) – amerykańska kompozytorka zaliczana do Second New England School.

## Życiorys
Pochodziła z rodziny unitariańskiej. Jej ojcem był kompozytor, dyrygent i pianista Benjamin Johnson Lang, a matką amatorska śpiewaczka Frances Lang. W dzieciństwie bawiła się z dziećmi Richarda Wagnera. Uczyła się harmonii, kontrapunktu i orkiestracji w Bostonie. Wyjechała z matką do Niemiec i odbyła prywatne studia muzyczne w Monachium u Ludwiga Abela, Franza Drechslera i Victora Glutha. Nie została przyjęta do konserwatorium monachijskiego, bo kobiety nie miały prawa kształcić się tamże z kontrapunktu. Następnie studiowała w Bostonie u Jamesa Cutlera Dunna Parkera i George’a Whitefielda Chadwicka, a także uczyła się kompozycji i orkiestracji u Johna Knowlesa Paine’a.
Zaprzestała kompozycji w 1919 roku, była nastawiona krytycznie do swojej twórczości i zniszczyła wiele ze swoich partytur; nie zachowały się jej żadne dzieła orkiestrowe. Mieszkała w Bostonie, zajmowała się opieką nad matką, działalnością charytatywną, pisaniem listów. Pozostała niezamężna, angażowała się działania na rzecz Kościoła Episkopalnego w Stanach Zjednoczonych. Własnym sumptem wydawała religijne broszury pt. Messages from God w latach 1927–1939.
Była abonentką Bostońskiej Orkiestry Symfonicznej, był to najdłuższy, 91-letni nieprzerwany abonament w dziejach tej orkiestry, która uhonorowała jej 100. urodziny koncertem w 1967 roku i umieściła plakietkę na miejscu, w którym zasiadała.

## Twórczość

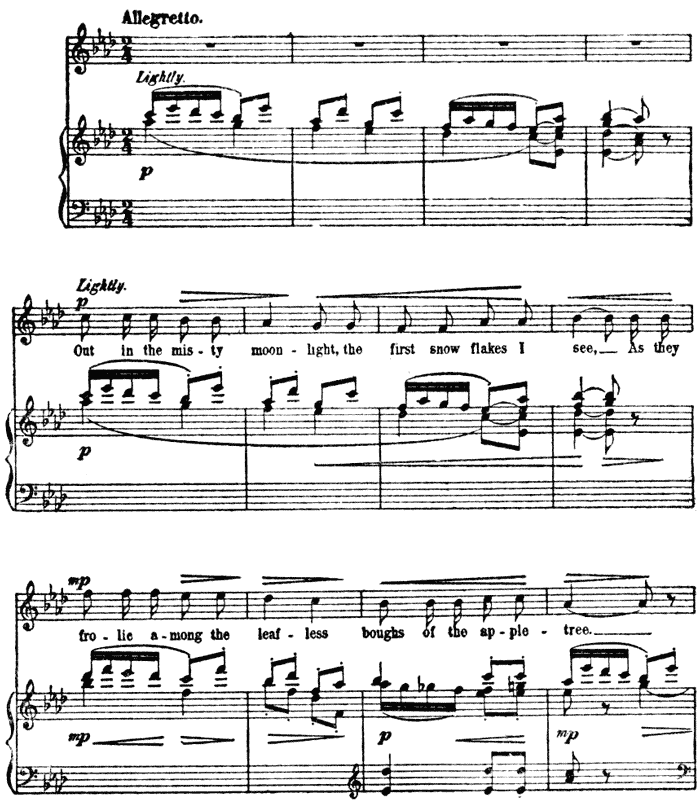
Fragment partytury pieśni pt. Ghosts

Tworzyła muzykę orkiestrową, kameralną, pieśni na głos i fortepian, opracowywała pieśni ludowe. Napisała ponad 200 pieśni. Jej twórczość, zaliczana do Second New England School, uległa zapomnieniu. Jej utwory wydawały m.in. Columbia Records czy Victor. Wybrane dzieła:
- Ojalá, pieśń wykonana na Wystawie Światowej w Paryżu w 1889 roku(inne języki)[5]
- Dramatic Overture (1893)[1] – jeden z pierwszych utworów skomponowanych przez kobietę, który zagrała duża orkiestra amerykańska[2] (obok twórczości Amy Beach[3])
- Kwartet smyczkowy[1]
- Rapsodia na fortepian[1]
- Armida, cykl pieśni na głos i fortepian[1]